# むさし緑園都市

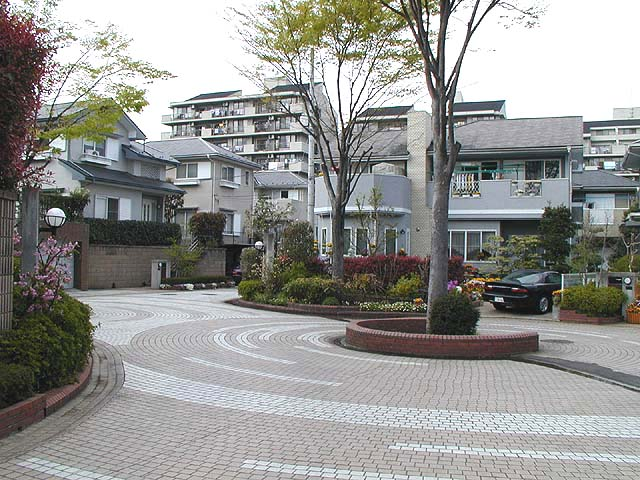
高坂丘陵地区の住宅街

むさし緑園都市（むさしりょくえんとし）とは、都市再生機構が埼玉県中部で開発するニュータウンである。都市再生機構（UR、旧：日本住宅公団→旧：住宅・都市整備公団→旧：都市基盤整備公団）が、東京都心から30～40km圏内に当たる東武東上本線や関越自動車道を軸として開発した一連の開発地区の総称である。

## 概要
特徴としては、既存市街地が点在する地域であるため、それを避けるように市街地と市街地の中間の土地を中心に開発を行っていることから、事業地域は川越市、鶴ヶ島市、坂戸市、東松山市の4市にまたがっている。総計画面積818.4ha、総計画人口10万1000人となっている。
また、約50年の長期にわたり造成が続いていることもあり、初期の地区では1970年代の公団住宅（UR賃貸住宅）からはじまり、その後の生活スタイルの変化から一戸建てや分譲マンションを中心とした街並みへの変化を遂げ、後期の地区では2019年現在もなお開発中の区域がある。
なお、むさし緑園都市の各地区が計画される前の1970年頃に東京都の多摩ニュータウン、神奈川県の港北ニュータウン、千葉県の海浜ニュータウンに並ぶ、当時の首都圏四大プロジェクトとして国や日本住宅公団などが主導となって『比企ニュータウン』が計画されたことがあった。これは埼玉県東松山市と周辺市町村一帯において鉄道路線3路線を新規に建設を行ったうえ人口50万人規模の大規模ニュータウンをつくる構想であったが実現しなかった。

## 地区

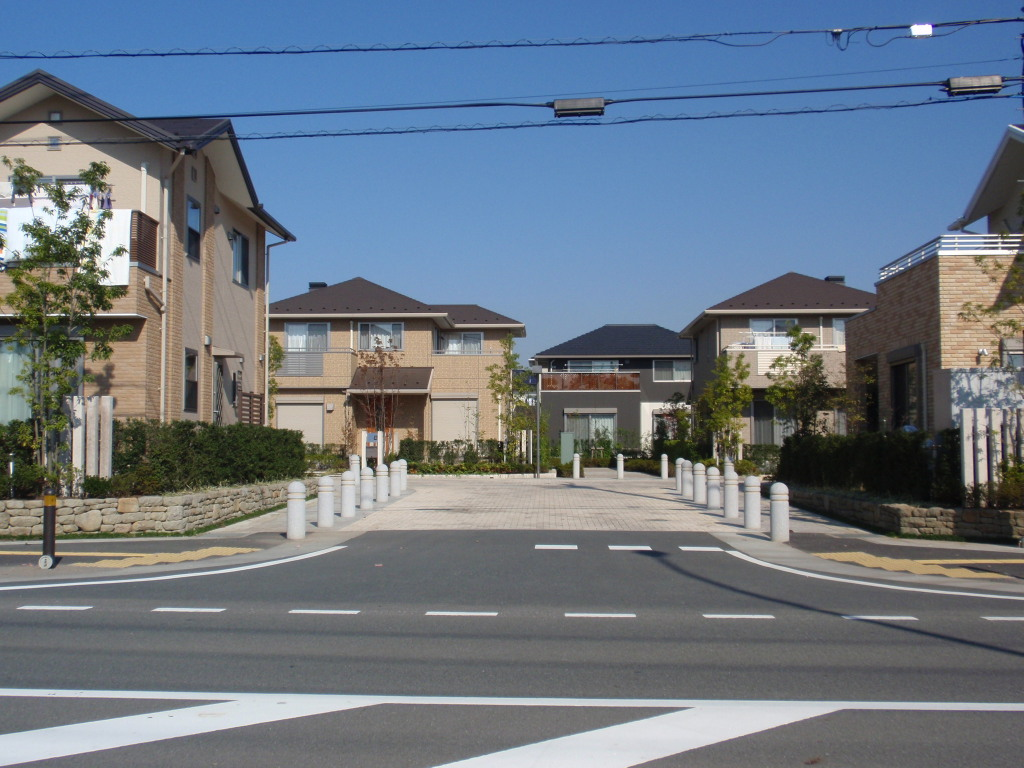
高坂駅東口第二地区の住宅街

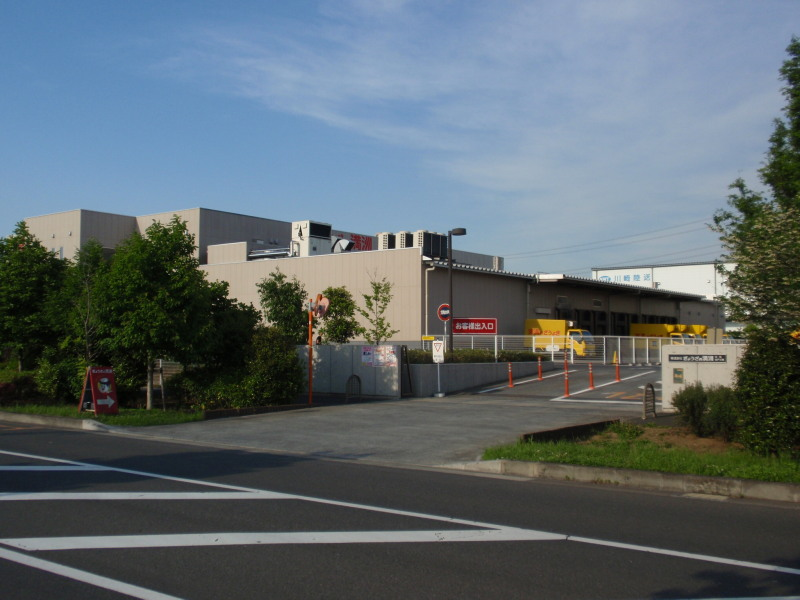
坂戸西部地区の工場（ぎょうざの満洲坂戸工場）

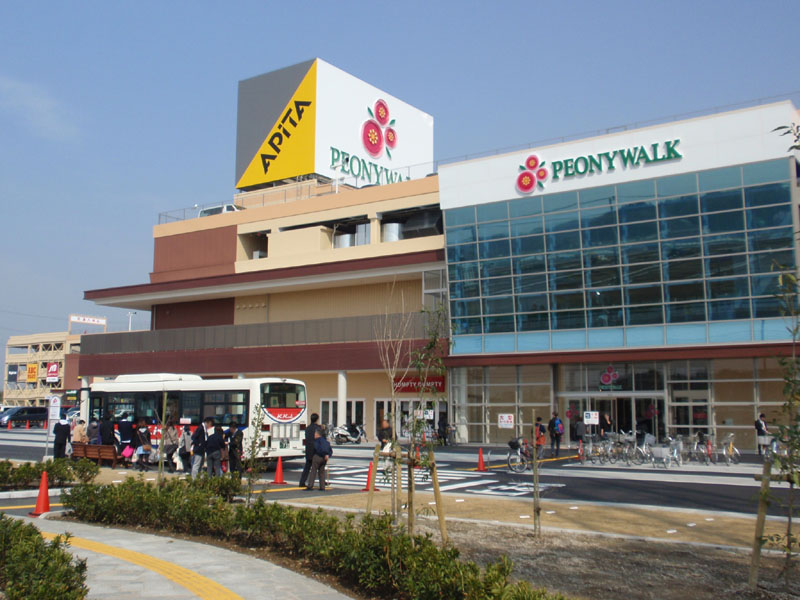
ピオニウォーク東松山

事業期間は土地区画整理事業に伴う換地計画期間で実際の開発期間とは異なる。また事業期間中に分譲が始まっている場合もある。

### 北坂戸地区
坂戸市（北坂戸駅西口、東口）

愛称は「北坂戸団地」。事業面積120.4ha、造成事業期間1970年-1974年、賃貸集合住宅地区（西口、東口の一部）、土地分譲地区（東口）。開発テーマは「芽生えの街」で、新設された北坂戸駅を中心とした駅前開発地区。

### 富士見地区
坂戸市・鶴ヶ島市（若葉駅東口）

愛称は「若葉台団地」。事業面積214.9ha、造成事業期間1973年-1979年、賃貸集合住宅・工業分譲地区。太平洋戦争末期に造成された坂戸飛行場跡地に造成された。開発テーマは「若葉匂う街」で、1.5kmの緑豊かな緑地帯を持つ。若葉駅と若葉台団地の間は長らく筑波大学の所有地で更地となっていたが、売却されて2004年にワカバウォーク（ヤオコー）がオープンした。

### 川越鶴ヶ島地区
川越市・鶴ヶ島市（鶴ヶ島駅 南西約1km）

愛称は「かわつるグリーンタウン」。「川鶴団地」と表記されている場合もある。事業面積137.9ha、造成事業期間1976年-1986年、戸建て土地分譲・集合住宅地区。開発テーマは「けやき並木の街」で緑とコミュニティを大事にした新しいイメージの開発地区。

### 高坂丘陵地区
東松山市（高坂駅 南西約1km）

愛称は「高坂ニュータウン」。「高坂地区」と表記されている場合もある。事業面積97.2ha、造成事業期間1976年-1987年、戸建て土地分譲・集合住宅民間分譲地区。都市景観100選（平成9年度都市景観大賞）選定。むさし緑園都市の中では唯一UR開発の大規模なニュータウンで見られる遊歩道と車道の立体交差による歩車分離が導入され、また日本では珍しいクルドサック式のコミュニティ道路が導入されている。駅から比較的近い地区ながら公団の開発地区の中でもトップクラスの公園緑地率25%を持つ。

### 霞ヶ関地区
川越市（鶴ヶ島駅 南1.5km、的場駅北側）

愛称は「川越ニューシティいせはら」。事業面積69.8ha、造成事業期間1983年-1991年、戸建て土地分譲・集合住宅地区。平成5年度都市景観地区賞選定。開発テーマは「桜咲く街」。商業の郊外化の流れから地区内の車道沿いにスーパーマーケットやチェーン店を多く配置している。

### 坂戸西部地区
坂戸市（北坂戸駅 西約2km）

愛称は「坂戸ニューシティにっさい」。「入西団地」と表記されている場合もある。造成事業面積119.3ha、造成事業期間1989年-2002年、戸建て土地分譲・工業分譲地区。開発テーマは「緑とせせらぎの街」で、河川に囲まれた緑豊かな大地に山並みを映すせせらぎの街として開発された。

### 高坂駅東口第二地区
東松山市（高坂駅 東約0.5km）

愛称は「うらら花高坂」。事業面積58.9ha、造成事業期間2001年-2011年、戸建て土地分譲・商業分譲地区。むさし緑園都市シリーズの中では最後に開発された。大型ショッピングモール「ピオニウォーク東松山」や大型店舗（ロードサイド店舗）が地区面積の半分以上を占めるなど、商業地区を中心とした街作りとなっている。